# Вишестраначки систем
Вишепартијски или вишестраначки систем је израз који се у најширем смислу користи за она друштвено-политичка уређења која дозвољавају оснивање и деловање више од једне политичке партије, које имају капацитет да дођу на власт самостално или у коалицији.
Овај систем охрабрује формирање више различитих, званично признатих група, које се генерално зову политичке партије. Разликује се од беспартијских система у којем није дозвољено деловање ниједне политичке партије или једнопартијских, где је дозвољено деловање само једне. Свака партија се бори за гласове бирача. Вишепартијски систем је од суштинског значаја за представничку демократију, јер спречава руководство једне партије да наметне своју политику, без изазова. Такође се сматра и једним од кључних састојака либералне демократије, односно у мањој или већој мери га примењује већина држава у савременом свету. При томе треба узети у обзир да само легално постојање више странака не мора са собом да повлачи постојање вишестраначког система. Државе уставима или на други начин могу успоставити институционалну хегемонију једна владајуће, на рачун других странака. Такве примере представња CAД ca двe пaртијe ca paзликaмa кoзмeтичкe нapaви, a нeкaд cу тo билe Источна Немачка и Пољска за време coцијaлизма. Сличан пример се може наћи и у ванинституционалним механизмима. Такав пример је Мексико у доба владавине Институционалне револуционарне партије (PRI). У оба случаја реч је о de facto једнпопартијским системима.
Ако се влада бира на изборима за скупштину партије могу да деле власт у складу са пропорционалној заступљености или према систему релативне већине. У пропорционалном систему свака партија добија број места пропорционално броју добијених гласова. У систему релативне већине бирачко тело је подељено на велики број области, од којих свако бира једну особу да попуни једно место путем већинског изборног система. Овај систем не доприноси ширењу партија и тежи ка двопартијском систему, у којем само две партије имају реалне шансе да се њихови чланови изаберу у скупштину. Ова тежња је позната као Дивержеов закон. Код пропорционалног изборног система нема ове тенденције и омогућава појаву више великих политичких партија.
Индија, Индонезија, Немачка, Француска, Кина, Данска, Нови Зеланд, Ирска и Израел су примери држава које су успешно примењивали вишепартијски систем у демократији (мада у већини случајева постоје две партије које су веће у односу на остале). У овим земљама, обично ниједна партија нема парламентарну већину сама по себи. Уместо тога, већина партија формира коалицију да би могле да дођу на власт.